# Soetkin Hoessen
Soetkin Hoessen (Thourout, 30 mars 1985) est une femme politique belge, du parti Groen.

## Biographie
Soetkin Hoessen étudie le latin-grec à l'Institut Saint-Joseph de Torhout. En 2005, elle étudie l'histoire à l'Université Aristote de Thessalonique, via le programme d'échange Erasmus. En 2008, elle obtient un master en histoire, à la KUL. Elle dispose également d'un bachelor en philosophie, obtenu en 2013 à la Katholieke Universiteit Leuven. 
Après ses études d'histoire, elle devient professeur en 2009 au Spectrum College de Beringen-Lummen, et également responsable des relations publiques du même endroit à partir de 2010. Elle quitte ensuite l'enseignement pour devenir experte financière en prêts et assurances à la KBC à Bruxelles. En 2017, elle devient également directrice de PLASTIVOR, un projet consacré à l'économie circulaire.
Elle se présente aux élections communales 2018 à Bruxelles-ville, sur la liste Ecolo-Groen, en 12e position et devient conseillère communale, avec un score personnel de 760 voix.
Elle est également candidate aux elections régionales dans la région de Bruxelles-Capitale, en 4e position sur la liste Groen, mais ne parvient pas à être élue. Elle récupère cependant le siège de députée d'Elke Van den Brandt au sein du Parlement de la Région bruxelloise, quand cette dernière est nommée ministre régionale de la mobilité en juillet 2019. 
Le 8 octobre 2019, elle devient membre du Sénat belge, et est active au sein de la commission des matières transversales.